# Epsilon Capricorni
Epsilon Capricorni (ε Cap) ist ein visueller Doppelstern im Sternbild Steinbock. Er hat eine Gesamthelligkeit von 4,6 mag und seine Entfernung beträgt ca. 1055 Lichtjahre.
Der Stern bewegt sich für Beobachter auf der Erde mit einer Eigenbewegung von etwa 13 Millibogensekunden/Jahr über den Himmel. Bei seiner Entfernung entspricht dies einer Geschwindigkeit von etwa 20 km/s, während er sich zusätzlich mit einer Geschwindigkeit von 24 km/s auf uns zu bewegt. Im Raum bewegt sich der Stern demnach mit einer Geschwindigkeit von etwa 31 km/s relativ zu unserer Sonne.
Der Hauptstern A ist ein blau-weißer Hauptreihenstern von etwa 7-facher Masse und über 7000-facher Leuchtkraft der Sonne, der als Be-Stern klassifiziert ist, da er Besonderheiten in seinem Spektrum zeigt, wie Emissionslinien aus der Balmer-Serie. Außerdem ist er ein eruptiver unregelmäßiger Veränderlicher vom Gamma-Cassiopeiae-Typ. Es handelt sich bei diesen um rasch rotierende blau-weiße Sterne, bei denen Materie aus der Äquatorzone abströmt. Die Ausbildung von äquatorialen Ringen oder Scheiben ist dabei oftmals mit zeitweiligen Helligkeitseinbrüchen verbunden. Für Epsilon Capricorni A wurde eine sehr hohe projizierte äquatoriale Rotationsgeschwindigkeit v·sin(i) von etwa 233 km/s gemessen.
Im Jahr 1830 fand John Herschel neben dem hellen blau-weißen Stern A einen fast 180-mal schwächeren Begleiter B mit einer scheinbaren Helligkeit von 10,1 mag. Dieser Stern trägt auch die Bezeichnung BD −20° 6253. Bei diesem handelt es sich möglicherweise um einen orangefarbenen Riesen oder Unterriesen der Spektralklasse K1 III/IV, er steht in etwa 66 Bogensekunden Abstand zum Hauptstern.
Der Stern Epsilon Capricorni wird gelegentlich mit dem Eigennamen „Kastra“ oder „Castra“ (von lateinisch castra ‚Lager, Kaserne‘) bezeichnet.